# Korgfjelltunnel
Der Korgfjelltunnel (norwegisch Korgfjelltunnelen) ist ein einröhriger Straßentunnel zwischen Knutlia in der Kommune Vefsn und Korgen in der Kommune Hemnes in der norwegischen Provinz Nordland.
Der Tunnel im Verlauf der Europastraße 6 ist 8533 m lang und der längste Tunnel dieser Straße. Er ersetzte die schmale und kurvenreiche Strecke über das Korgfjellet und ist etwa vier Kilometer kürzer als diese. Die alte Straße ist zumindest im Sommer noch befahrbar (2012). Der Hauptgrund, diesen Tunnel zu bauen, waren die winterlichen Schwierigkeiten für den Schwerverkehr. Sie führten häufig zu Sperrungen der Straße.